# عنخ

عنخ

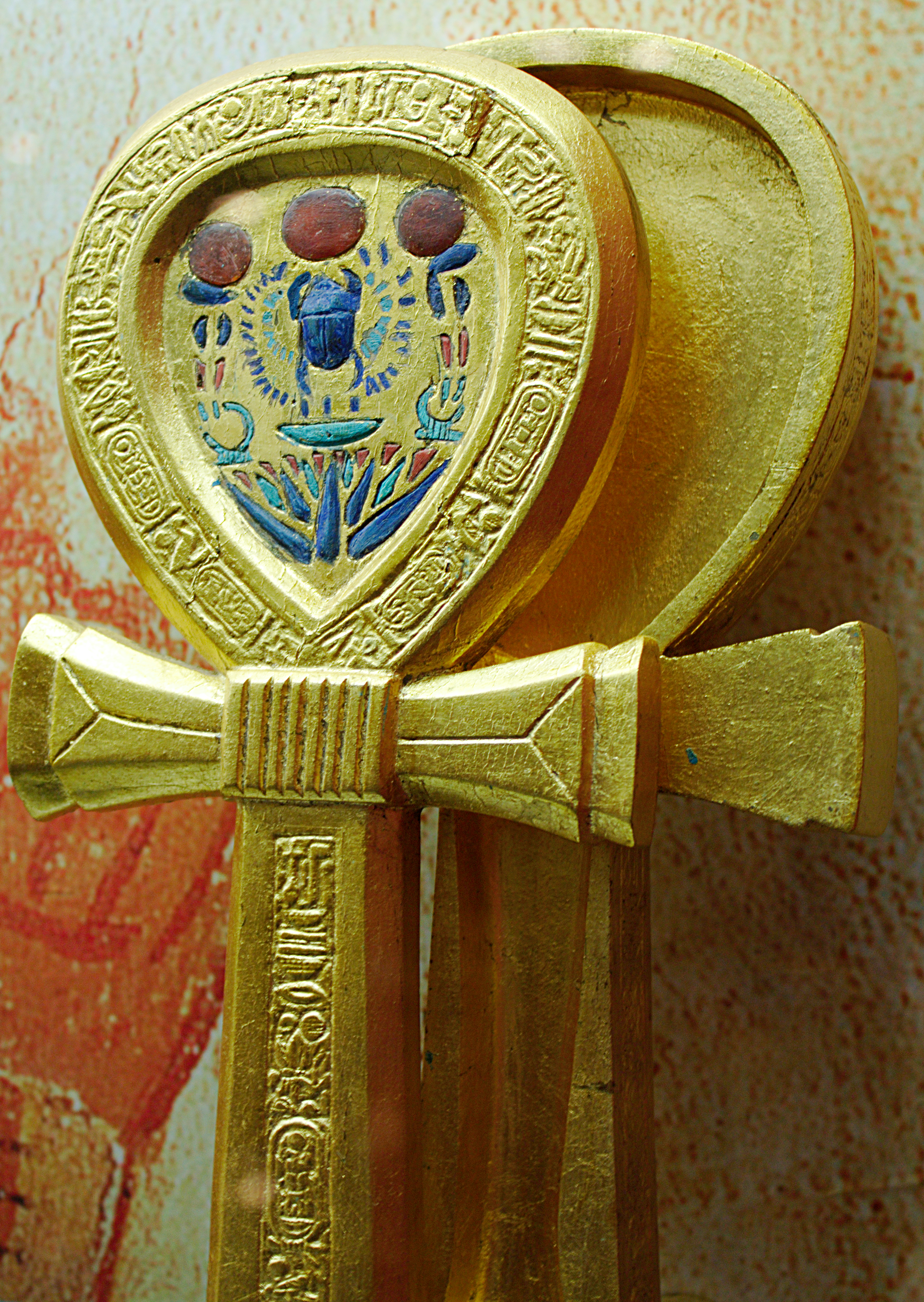
نماد عنخ

عَنخ، اَنخ یا آنخ یک نویسه در خط هیروگلیف مصری است که به معنی زندگی یا به عنوان سمبل زندگی است و به دو شکل زیر به‌کار می‌رود:
|  |

|  |

|  |

|  |